# Fantastic Baby
Fantastic Baby (deutsch Fantastisch Schatz) ist ein Lied der südkoreanischen Boygroup Big Bang und Bestandteil ihrer vierten Ep Alive.

## Hintergrund
Fantastic Baby erschien als letzte Singleauskopplung von Big Bangs vierter EP Alive. Zuvor erschienen im Februar Blue und Bad Boy. Das Lied erschien am 29. Februar 2012 als Download.

## Komposition
Stilistisch gesehen wird das Lied in die Genres Elektropop, EDM, Hip-Hop und Hip House eingeordnet. Für die Produktion des Liedes waren die Bandmitglieder G-Dragon, T.O.P und der Produzent Teddy Park verantwortlich.

## Rezension und Bedeutung für K-Pop
Fantastic Baby gilt als einer der größten K-Pop-Hits aller Zeiten. Das Musikvideo ist das meistgeschaute einer K-Pop-Gruppe auf YouTube. Das Lied konnte sich weltweit über sieben Millionen Mal verkaufen und ist eine der meistverkauften digitalen Singles überhaupt.
Während der Eröffnungsfeier der Olympischen Winterspiele 2018 wurde Fantastic Baby abgespielt.

## Musikvideo
| BIGBANG - FANTASTIC BABY M/V in YouTube: BIGBANG, 6. März 2012 |

Das Musikvideo zu Fantastic Baby wurde in einem verlassenen Lagerhaus gedreht. Die Regie übernahm Seo Hyun-seung.
Im Juni 2016 erreichte das Musikvideo als erstes einer Südkoreanischen Band über 300 Millionen Aufrufe auf YouTube. Bis zum Februar 2018 wurde das Musikvideo über 340 Millionen Mal auf YouTube aufgerufen.

## Rezeption

### Charts und Chartplatzierungen
| ChartsChartplatzierungen | Höchstplatzierung | Wochen |
| ------------------------ | ----------------- | ------ |
| Südkorea (KMCA)          | 3 (19 Wo.)        | 19     |

| ChartsJahrescharts (2012) | Platzierung |
| ------------------------- | ----------- |
| Südkorea (KMCA)           | 5           |

### Auszeichnungen für Musikverkäufe
| Land/Region  | Auszeichnungen für Musikverkäufe (Land/Region, Auszeichnung, Verkäufe) | Verkäufe |
| ------------ | ---------------------------------------------------------------------- | -------- |
| Japan (RIAJ) | 2× Platin (Digital) · + Gold (Streaming)                               | 500.000  |
| Insgesamt    | 1× Gold · 2× Platin ·                                                  | 500.000  |

## Awards
| Jahr | Auszeichner                  | Kategorie                       | Resultat  | Ref    |
| ---- | ---------------------------- | ------------------------------- | --------- | ------ |
| 2012 | Cyworld Digital Music Awards | Song of the Month (March)       | Gewonnen  | [ 10 ] |
| 2012 | Gaon Chart K-Pop Awards      | Song of the Month (March)       | Gewonnen  | [ 11 ] |
| 2012 | MelOn Music Awards           | Song of the Year                | Nominiert | [ 12 ] |
| 2012 | MelOn Music Awards           | Global Star Award               | Nominiert | [ 12 ] |
| 2012 | MelOn Music Awards           | Netizen Popularity Battle Award | Nominiert | [ 12 ] |
| 2013 | Seoul Music Awards           | Bonsang                         | Gewonnen  | [ 13 ] |
| 2013 | MTV Video Music Awards Japan | Best Dance Video                | Gewonnen  | [ 14 ] |
| 2014 | World Music Awards           | World’s Best Video of the Year  | Gewonnen  | [ 15 ] |